# Terminal de conteneurs de Kwai Tsing

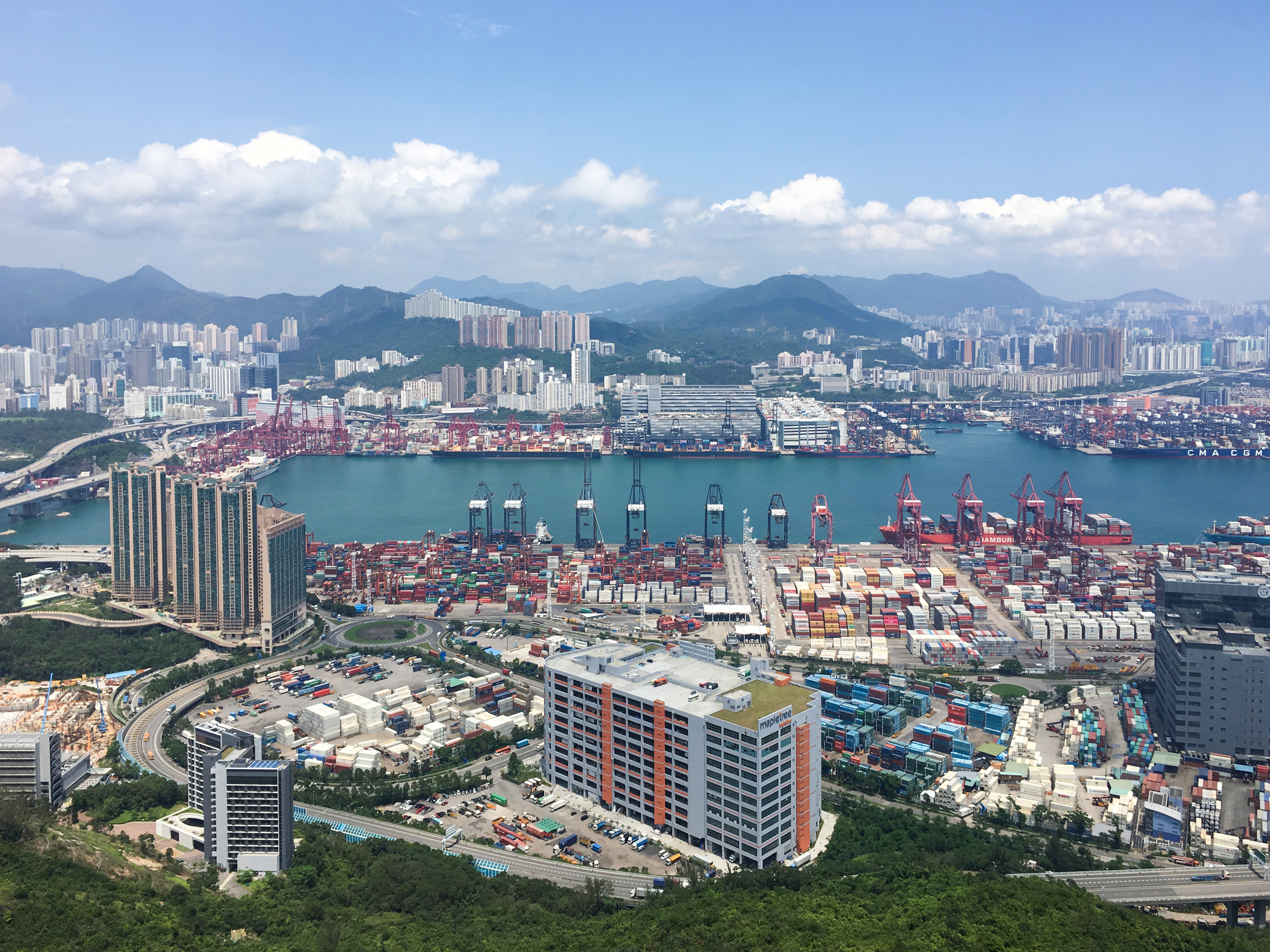
Le terminal de conteneurs de Kwai Tsing en 2019.

Le terminal de conteneurs de Kwai Tsing (葵涌貨櫃碼頭) est un complexe portuaire situé dans le district de Kwai Tsing, dans les Nouveaux Territoires de Hong Kong. Construit à partir des années 1970 sur des terres gagnées sur la mer dans la baie de Rambler Channel (en), ce terminal constitue l'une des infrastructures portuaires les plus importantes de la région administrative spéciale de Hong Kong. Le complexe s'étend sur plusieurs bassins artificiels et comprend neuf terminaux numérotés de CT1 à CT9, exploités par différentes compagnies de manutention portuaire privées.
Il se compose de quais en eau profonde équipés de portiques de déchargement modernes, de vastes zones de stockage de conteneurs et d'installations logistiques connectées au réseau routier et ferroviaire de Hong Kong. Les terminaux peuvent accueillir les plus grands porte-conteneurs du monde grâce à leurs infrastructures adaptées aux navires de nouvelle génération, avec des profondeurs d'eau atteignant jusqu'à 17 mètres. L'ensemble du complexe bénéficie d'une position géographique stratégique dans le delta de la rivière des Perles, facilitant les échanges commerciaux entre la Chine continentale et les marchés internationaux.
Principal hub de transbordement pour le commerce maritime en Asie-Pacifique, le terminal de Kwai Tsing traite annuellement plusieurs millions d'équivalents vingt pieds (EVP), plaçant Hong Kong parmi les premiers ports mondiaux en termes de trafic de conteneurs. Le complexe portuaire joue un rôle central dans l'économie de Hong Kong en tant que centre financier et commercial international, contribuant significativement au produit intérieur brut de la région. Malgré la concurrence croissante des ports chinois continentaux comme Shanghai et Shenzhen, Kwai Tsing maintient sa position de port de référence pour les services logistiques à haute valeur ajoutée et les connexions intercontinentales.

## Aperçu
Le terminal à conteneurs de Kwai Tsing est vaste et situé le long des côtes de Ha Kwai Chung (zh), Tsing Yi et Stonecutters Island. Il comprend neuf terminaux à conteneurs couvrant 2,79 km², offrant 24 postes d'amarrage avec 7 804 mètres de ligne de côte en eau profonde, capables d'accueillir les plus grands porte-conteneurs du monde. La capacité totale de traitement annuelle du terminal dépasse 19 millions d'équivalents vingt pieds (EVP).
À l'époque où le trafic du terminal était l'un des plus élevés au monde, chaque fois qu'un typhon frappait directement Hong Kong ou passait à proximité, les opérations du terminal à conteneurs cessaient progressivement. Après le passage de la tempête, les camions de livraison de conteneurs encombraient souvent les routes environnantes, provoquant des embouteillages qui paralysaient les transports publics et causaient des retards. Le [Département des Transports de Hong Kong], les conseils de district de [Nouveaux Territoires Ouest], la [Police de Hong Kong] et la société de gestion des infrastructures de transport devaient activer des mécanismes d'urgence pour faire face à la situation.

## Terminaux
Depuis l'ouverture du terminal 1 en 1972 jusqu'à l'exploitation de neuf terminaux en 2003, les terminaux de Kwai Tsing à Stonecutters Island sont numérotés du nord au sud dans l'ordre suivant : cinq, un, deux, trois, quatre, six, sept et huit. Le terminal neuf est situé dans le sud de l'île de Tsing Yi. Étant donné que la construction des terminaux et l'acquisition d'équipements nécessitent des investissements considérables, certains opérateurs peuvent s'associer à d'autres opérateurs ou consortiums pour développer et exploiter conjointement les terminaux. Les opérateurs peuvent acheter, vendre ou échanger des droits d'exploitation et des postes d'amarrage en fonction de leurs arrangements financiers et stratégies d'exploitation. Les opérateurs peuvent également être rachetés par d'autres opérateurs ou consortiums. Par conséquent, les opérateurs actuels des terminaux ne sont pas nécessairement les opérateurs initiaux ayant obtenu les droits de développement et d'exploitation du gouvernement de Hong Kong. En réponse à l'augmentation de la taille des porte-conteneurs et de leur tirant d'eau, les bassins et les voies navigables du terminal à conteneurs de Kwai Tsing ont été dragués en 2017 pour garantir une profondeur d'eau d'au moins 17 mètres à marée basse.
| Nom du terminal              | Abréviation | Opérateur                             | Profondeur de l'eau (mètres) | Nombre de postes d'amarrage | Longueur du quai (mètres) | Nombre de grues | Superficie (mètres carrés) | Capacité (kEVP) | Année de mise en service |
| ---------------------------- | ----------- | ------------------------------------- | ---------------------------- | --------------------------- | ------------------------- | --------------- | -------------------------- | --------------- | ------------------------ |
| Terminaux de Kwai Chung      |             |                                       |                              |                             |                           |                 |                            |                 |                          |
| Container Terminal 1         | CT1         | Modern Terminals (en)                 | 16.5                         | 1                           |                           | 4               |                            |                 | 1972                     |
| Container Terminal 2         | CT2         | Modern Terminals                      | 16.5                         | 1                           |                           | 4               |                            |                 | 1972                     |
| Container Terminal 3         | CT3         | Dubai Ports International (Hong Kong) | 14                           | 1                           | 305                       | 4               | 167,000                    | >1,200          | 1972                     |
| Container Terminal 4         | CT4         | Hongkong International Terminals (en) | ^                            | 3                           |                           | 8               |                            |                 | 1976                     |
| Container Terminal 5         | CT5         | Modern Terminals                      | 16.5                         | 1                           |                           | 6               |                            |                 | 1988                     |
| Container Terminal 6         | CT6         | Hong Kong International Terminals     | ^                            | 3                           |                           | 11              |                            |                 | 1989                     |
| Container Terminal 7         | CT7         | Hong Kong International Terminals     | ^                            | 4                           |                           | 15              |                            |                 | 1990                     |
| Container Terminal 8 (East)  | CT8E        | COSCO-HIT Terminals                   | 15.5                         | 2                           | 640                       | 9               | 300,000                    | 1,800           | 1993                     |
| Container Terminal 8 (West)  | CT8W        | Asia Container Terminals              | 15.5                         | 2                           | 740                       | 8               | 285,000                    | >2,000          | 1993                     |
| Terminaux de Tsing Yi        |             |                                       |                              |                             |                           |                 |                            |                 |                          |
| Container Terminal 9 (North) | CT9N        | Hong Kong International Terminals     | 16.0                         | 2                           | 700                       | 9               | 190,000                    | >2,600 (N&S)    | 2003                     |
| Container Terminal 9 (South) | CT9S        | Modern Terminals                      | 16.5                         | 4                           | 1,240                     | 16              | 490,000                    |                 | 2003                     |